# Єсс Торуп
Єсс Торуп (дан. Jess Thorup, нар. 21 лютого 1970, Копенгаген) — данський футболіст, що грав на позиції нападника. По завершенні ігрової кар'єри — тренер.
По одному разу вигравав чемпіонат Данії у статусі гравця і як тренер. Триразовий володар Кубка Данії (двічі як гравець і одного разу як тренер).

## Ігрова кар'єра
У дорослому футболі дебютував 1989 року виступами за команду клубу «Оденсе», у якій провів сім сезонів.
Згодом з 1996 по 1998 рік грав за кодоном, спочатку у Німеччині за «Юрдінген 05», а згодом за австрійський «Тіроль». 1998 року повернувся на батьківщину, де протягом семи років захищав кольори «Есб'єрга», після чогочастину 2005 року провів у норвезькому «Гамаркамератене».
Завершив професійну ігрову кар'єру все ж виступами за «Есб'єрг», до якого повернувся 2006 року. Рік потому оголосив про завершення виступів на професійному рівні.

## Кар'єра тренера
Завершивши ігрову кар'єру, залишився у клубі «Есб'єрг», де працював на різних тренерських посадах. Зокрема протягом частини 2008 року, частини 2011 року та впродовж 2012—2013 років був головним тренером основної команду клубу. У розіграші 2012/13 здобув свій перший тренерський трофей, яким став Кубок Данії.
2013 року став головним тренером збірної Данії U21, тренував молодіжну збірну країни два роки.
Згодом протягом 2015—2018 років очолював тренерський штаб клубу «Мідтьюлланд». У сезоні 2017—2018 привів цю команду до перемоги у національній першості Данії.
2018 року очолив тренерський штаб бельгійського «Гента». Був звільнений з посади у цьому клубі у серпні 2020 року після невдалого старту команди в сезоні 2020/21.
З вересня по листопад 2020 року також тренував інший бельгійський клуб — «Генк», після чого став тренером данського «Копенгагена», який тренував до 20 вересня 2022 року.

## Титули і досягнення

### Як гравця
- Чемпіон Данії (1):

«Оденсе»: 1989
- Володар Кубка Данії (2):

«Оденсе»: 1990–1991, 1992–1993

### Як тренера
- Володар Кубка Данії (1):

«Есб'єрг»: 2012–2013
- Чемпіон Данії (2):

«Мідтьюлланд»: 2017–2018
«Копенгаген»: 2021–2022